# What If (album)
What If is het derde studioalbum van de Nederlands band Kane. Het album verscheen op 17 juli 2003.

## Productie
What If combineert de singles en de andere succesvolle nummers van de albums As Long As You Want This en So Glad You Made It tot één album. Het album is aangevuld met de nieuwe singles My Best Wasn't Good Enough en Before You Let Me Go, dat weer een vernieuwde versie van Dead End op het album So Glad You Made It is. Kane hoopte door het uitbrengen van het album een internationale doorbraak te forceren.
Dinand Woesthoff heeft samen met Dennis van Leeuwen het album What If opgenomen in de ICP Studios in Brussel en Wisseloord Studios in Hilversum.

## Tracklist
| Nr. | Titel                          | Opmerking | Duur |
| --- | ------------------------------ | --------- | ---- |
| 1.  | Rain Down on Me                |           | 4:08 |
| 2.  | My Best Wasn't Good Enough     |           | 3:16 |
| 3.  | So Glad You Made It            |           | 3:26 |
| 4.  | Damn Those Eyes                |           | 4:00 |
| 5.  | Can You Handle Me              |           | 3:11 |
| 6.  | Let It Be                      |           | 3:44 |
| 7.  | I Will Keep My Head Down       |           | 4:03 |
| 8.  | Mother                         |           | 4:17 |
| 9.  | Hold On to the World           |           | 3:32 |
| 10. | Before You Let Me Go           |           | 4:12 |
| 11. | Our Hearts Will Beat As One    |           | 5:38 |
| 12. | Rain Down On Me (Tiësto Remix) |           | 7:01 |

## Ontvangst
Het album What If stond 52 weken in de Album Top 100 waarin het de eerste plaats wist te behalen op 19 juli 2003. Door een hoog aantal verkochte exemplaren verkreeg het album de gouden status.